# Малое Бизюкино
Малое Бизюкино — деревня в Тульской области России. С точки зрения административно-территориального устройства входит в Спас-Конинский сельский округ, Алексинский район. В плане местного самоуправления входит в состав муниципального образования город Алексин.

## География
Деревня находится в северо-западной части Тульской области, в пределах северо-восточного склона Среднерусской возвышенности, в подзоне широколиственных лесов, недалеко от реки Крушма, на расстоянии примерно 17 км по прямой и 29 километров по автодорогам к юго-востоку от города Алексина, административного центра округа.

### Климат
Климат характеризуется как умеренно континентальный, с ярко выраженными сезонами года. Средняя температура воздуха летнего периода — 16 — 20 °C (абсолютный максимум — 38 °С); зимнего периода — −5 — −12 °C (абсолютный минимум — −46 °С). Снежный покров держится в среднем 130—145 дней в году. Среднегодовое количество осадков — 650—730 мм.

### Часовой пояс
Деревня Малое Бизюкино, как и вся Тульская область, находится в часовой зоне МСК (московское время). Смещение применяемого времени относительно UTC составляет +3:00.

## История
Упоминается на плане Генерального межевания Тульского наместничества 1790 года как сельцо Нижнее Безюкино.
По данным 1859 года Малое Безюкино — владельческая деревня 2-го стана Алексинского уезда Тульской губернии при речке Малой Крушме, в 20 верстах от уездного города Алексина, с 13 дворами и 89 жителями (45 мужчин, 44 женщины).
В 1912 году в Алексинском уезде была проведена подворная перепись. Деревня Малое Безюкино относилась к Мало-Безюкинскому сельскому обществу Спас-Конинской волости. Имелось 22 хозяйства бывших крестьян помещицы Маловой, урождённой Курзаковой (из них 20 наличных приписных и 2 отсутствующих) и 2 наличных приписных хозяйства бывших крестьян Голофеева, итого 149 человек (70 мужчин и 79 женщин) наличного населения (из них 33 грамотных и полуграмотных и 5 учащихся).
Имелось 40,7 земельных наделов, всего 106,8 десятин надельной земли (65,7 десятины пашни, 19,3 — сенокоса, 7 десятин леса и 3 — кустарника, 4 десятины выгона, 5,1 — усадебной земли и 2,7 — неудобной земли), также одно хозяйство купило 1,6 десятин земли (в основном пашни). 3,5 десятины было сдано двумя хозяйствами; арендовано было 30,5 десятин (из которой 8,2 десятины — надельная земля своей общины, 20,4 — надельная земля чужих общин, 1,9 десятин — вненадельная земля). В пользовании наличных хозяйств находилось 129,5 десятины удобной земли, в том числе 85,3 десятины пашни, 24,9 десятины сенокоса.
Под посевами находилось 60 десятин земли (в том числе 4,2 десятины усадебной), из неё озимая рожь занимала 29,8 десятины, яровой овёс — 15,2 десятины, картофель — 5,1, чечевица — 4 десятины, конопля — 1,9 (на усадебной земле), гречиха и лён — по 1,3, ячмень — 1,1 десятины, прочие культуры (горох и огородные овощи) — 0,3 десятины.
У жителей было 27 лошадей, 56 голов КРС, 64 овцы и 29 свиней.
Промыслами занимались 34 человека: 6 — местными (в своём селении) и 28 отхожими (в основном в Москве), из них 14 штукатуров, 3 столяра, 2 возчика дров.
По переписи 1926 года деревня Малое Бизюкино входила в состав Больше-Бизюкинского сельсовета Алексинского района Тульской губернии, имелось 30 крестьянских хозяйств и 130 жителей (63 мужчины, 67 женщин). Ко Второй мировой войне число дворов сократилось до 18.
По переписи 2002 года население деревни, входившей в Спас-Конинский сельский округ, составляло 4 человека, все русские, в 2010 году — деревня Шелепинского сельского поселения, 8 жителей (5 мужчин, 3 женщины). По переписи 2021 года — вновь 4 человека (русские). На 2025 год в деревне 6 частных жилых домов.

## Население
| 2010 |
| ---- |
| 8    |